# Yusuf Mohammed
Yusuf Mohammed est un footballeur nigérian né le 5 novembre 1983. Il a signé un contrat avec le FC Sion jusqu'en 2012

## Palmarès
- 11 sélections en équipe du Nigeria depuis l'année 2008
- Champion du Soudan en 2006, 2007 et 2010 avec Al Hilal Omdurman
- Vainqueur de la Ligue des champions de la CAF en 2003 et 2004 avec Enyimba
- Vainqueur de la Supercoupe de la CAF en 2004 et 2005 avec Enyimba
- Champion du Nigeria en 2003 et 2005 avec Enyimba
- Vainqueur de la Coupe du Nigeria en 2005 avec Enyimba